# Bernard Cornwell
Bernard Cornwell (pseudonym för Bernard Wiggins), född 23 februari 1944 i London, är en brittisk-amerikansk författare av historiska romaner. 
Bernards föräldrar var med i andra världskriget och han blev ett så kallat "krigsbarn". Bernard adopterades som ung och hans adoptivfamilj var medlemmar av sekten Peculiar People. Cornwell flyttade till USA med sin fru Judy, men då han inte fick något arbetstillstånd och inte kunde arbeta bestämde han sig för att börja skriva.
Bernard Cornwell har skrivit mer än 50 böcker, som har blivit översatta till tjugo olika språk, och han har sålt över tjugo miljoner böcker.
Bernard Cornwell har legat på bästsäljarlistor i Brasilien, Storbritannien, Japan och i en rad andra länder.

## Historia
Bernard Cornwell växte upp i en adoptivfamilj. Familjen var medlemmar av sekten Peculiar People och han fick en väldigt sträng uppfostran. Bland annat var alkohol, cigaretter, dans, TV och medicin förbjudet. Bernard flyttade till London och började arbeta som städare för att sedan hamna på BBC som researcher.
När han var på arbete i Belfast träffade han sin nuvarande fru Judy, som var i England på semester. Judy ville dock flytta hem till USA för att vara nära familjen, och Bernard flyttade med för hennes skull. När han väl kom till USA fick han inget arbetstillstånd. Det var då han började skriva – det krävdes nämligen inget arbetstillstånd för att göra det. De är fortfarande gifta och idag är Bernard Cornwell amerikansk medborgare.

## Saxonsagan
Bernard Cornwells första bok i Saxonsagan (även kallad "serien om Uhtred") är Det sista kungadömet som utspelar sig i 800-talets England. Med stora historiska fackkunskaper tar Cornwell sig här an kampen om herraväldet över England på medeltiden. En strid mellan daner och engelsmän, mellan asatro och kristendom.
Uhtred är bara nio år när han möter danerna för första gången, och redan samma dag är hans barndom över för alltid. I slaget om York, mellan saxarna och daner, tas Uhtred till fånga av jarl Ragnar och blir hans fosterson. Han möter en brutal men hjärtlig värld - och inser att danernas sätt att leva och tänka passar honom.
Danerna erövrar rike efter rike och inget tycks kunna stoppa dem. Under tiden växer Uhtred upp till en skicklig krigare som är lojal med Ragnar och danerna. Men han drömmer om att återvända till Northumbria och ta tillbaka det arv hans farbror stulit från honom. Maktkamp uppstår i det danska lägret och ett fruktansvärt förräderi gör det omöjligt för Uhtred att stanna kvar hos danerna. Han byter sida och beger sig till engelsmännen.
Denna bok har senare inspirerat TV-serien The Last Kingdom

## Böcker

### Sharpe
1. Sharpe's Tiger (1997)
2. Sharpe's Triumph: Richard Sharpe and the Battle of Assaye September 1803 (1998)
3. Sharpe's Fortress (1998)
4. Sharpe's Trafalgar: Richard Sharpe and the Battle of Trafalgar, 21 October 1805 (2000)
5. Sharpe's Prey: Richard Sharpe and the Expedition to Copenhagen, 1807 (2001)
6. Sharpe's Rifles: Richard Sharpe and the French Invasion of Galicia, January, 1809 (1988)
7. Sharpe's Havoc: Richard Sharpe and the Campaign in Northern Portugal, Spring 1809 (2003)
8. Sharpe's Eagle: Richard Sharpe and the Talavera Campaign July 1809 (1981)
9. Sharpe's Christmas (2003)
10. Sharpe's Gold: Richard Sharpe and the Destruction of Almeida, August 1810 (1981)
11. Sharpe's Battle: Richard Sharpe and the Battle of Fuentes De Onoro (1995)
12. Sharpe's Company (1982)
13. Sharpe's Sword (1983)
14. Sharpe's Enemy (1983)
15. Sharpe's Honour: Richard Sharpe and the Vitoria Campaign February to June, 1813 (1985)
16. Sharpe's Regiment: Richard Sharpe and the Invasion of France, June to November 1813 (1986)
17. Sharpe's Siege: Richard Sharpe and the Winter Campaign, 1814 (1987)
18. Sharpe's Revenge: Richard Sharpe and the Peace of 1814 (1989)
19. Sharpe's Waterloo: Richard Sharpe and the Waterloo Campaign 15 June to 18 June 1815 (1990)
20. Sharpe's Devil: Richard Sharpe and the Emperor, 1820–1821 (1992)
21. Sharpe's Escape (2004)
22. Sharpe's Fury (2006)
23. Sharpe's Skirmish (1999)

### Crowning Mercy (with Susannah Kells)
1. A Crowning Mercy (1983)
2. The Fallen Angels (1984)
3. Coat of Arms (1986) aka The Aristocrats

### Starbuck Chronicles
1. Rebel (1993)
2. Copperhead (1993)
3. Battle Flag (1995)
4. The Bloody Ground (1995)

### Warlord Chronicles
1. The Winter King: A Novel of Arthur (1995) (Vinterkungen och De dödas ö, översättning Rebecca Alsberg, Forum, 1998 & 1999)
2. Enemy of God (1996)
3. Excalibur: A Novel of Arthur (1997)

### Grail Quest
1. Harlequin (2000) aka The Archer's Tale
2. Vagabond (2001)
3. Heretic (2003)
4. 1356 (översättning Leif Jacobsen, Bazar 2015) (1356, 2010) Denna bok är den fjärde delen av Grail quest, och den enda i serien som översatts till svenska.

### Saxonsagan(Saxon Chronicles)
(Översättning Leif Jacobsen, förlag Bazar)
1. Det sista kungadömet (2007) (The Last Kingdom, 2004)
2. Den vite ryttaren (2007) (The Pale Horseman, 2005)
3. Nordens herrar (2010) (Lords of the North, 2006)
4. Svärdsång (2010) (Sword Song, 2007)
5. Det brinnande riket (2010) (The Burning Land, 2009)
6. Sju kungars död (2013) (Death of Kings, 2011)
7. Den hedniske krigaren (2014) (The Pagan Lord, 2013)
8. Den tomma tronen (2016) (The Empty Throne, 2014)
9. Stormens krigare (2017) (Warriors of the Storm, 2015)
10. Fackelbäraren (2018) (The Flame Bearer, 2016)
11. Vargens krig (2019) (War of the Wolf, 2018)

### Fristående romaner
- Hämndens hav (Wildtrack) (översättning Bengt Chambert, Wahlström & Widstrand, 1989)
- Azincourt (översättning Leif Jacobsen, Bazar 2012) (Agincourt, 2008)
- Fortet (översättning Leif Jacobsen, Bazar 2013) (The Fort, 2010)

## Övrigt
Sedan år 2006 utges Bernard Cornwells böcker i Sverige på Bazar förlag.